# Cesare Magati
Cesare Camillo Magati (Scandiano, 14 luglio 1579 – Bologna, 9 settembre 1647) è stato un chirurgo, scrittore e religioso italiano.

## Biografia

### Giovinezza e primi studi

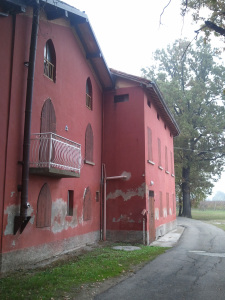
La casa di Cesare Magati a Scandiano

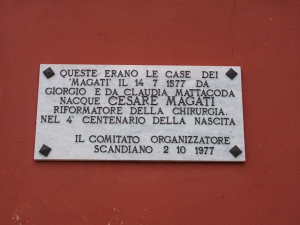
Targa in ricordo di Magati, apposta sulla sua casa

Cesare Magati nacque il 14 luglio 1579 a Scandiano da genitori borghesi: il padre, di una famiglia di proprietari terrieri, si chiamava Giorgio Magati e la madre si chiamava Claudia Mattacoda.
Le buone condizioni economiche della famiglia gli permisero di intraprendere abbastanza precocemente gli studi. Dal 1596 studiò medicina a Bologna, dove ebbe come maestri Giulio Cesare Claudini, Flaminio Rota e Giambattista Cortesi. Giovanissimo si laureò in medicina e filosofia il 28 marzo 1597. Essendo appena diciottenne, per impratichirsi un po', decise di recarsi a Roma all'Ospedale di Santa Maria della Consolazione per osservare in che modo venissero curati in quel nosocomio i malati e i feriti. Qui, accanto a medici illustri a quel tempo come Ludovico Settala, sebbene prima come osservatore poi in maniera più diretta, fece pratica di un nuovo metodo per la cura delle ferite. L'esperienza medico-specialistica che Magati acquisì in questo ospedale gli sarà molto utile in seguito, in particolare nella stesura delle sue opere.
Dopo un periodo di tempo ancora incerto da stabilire, Magati tornò nel suo paese natale, Scandiano, con l'intento di stabilirvisi e di esercitare la professione medica. Tuttavia l'incontro con il marchese Ezio Bentivoglio gli garantì grandi benefici, giacché il marchese lo invitò a trasferirsi con lui a Ferrara e nel 1610 egli già esercitava la sua professione in questa città.
A Ferrara Magati dovette superare una prova per entrare a far parte della prestigiosa università; superata ottimamente, nel 1612, grazie all'appoggio di Ottavio Thiene, fu designato alla cattedra di chirurgia di Ferrara e l'anno dopo ebbe la nomina di primo chirurgo dell'Arcispedale Sant'Anna di Ferrara. La sua carriera didattica ebbe vita assai breve. Da alcuni Rotuli del comune ferrarese si è scoperto che egli fu lettore di chirurgia presso l'Università ferrarese dall'anno accademico 1612-13 all'anno accademico 1617-18.

### Attività nell'Ospedale S. Anna di Ferrara e ultimi anni
Nel 1613 iniziò dunque la sua attività nell'Ospedale in cui ebbe l'opportunità di sperimentare nuovamente il suo metodo. Nell'ambiente spesso chiuso dell'ospedale, restio all'accettazione di nuove pratiche, Magati fu oggetto di discriminazione e denigrazione; in particolare gli furono imposte incombenze piuttosto onerose, che spesso egli non riusciva a sopportare: ad esempio gli amministratori gli prescrivevano l'obbligo di recarsi a buonissima ora per medicare gli infermi. Nel 1614 furono inoltre approvati altri Statuti, i quali regolamentavano pedissequamente il comportamento del chirurgo in ospedale: ad esempio essere presente un'ora prima dell'arrivo dei medici-fisici e medicare assiduamente i propri malati, avvertimento sicuramente indirizzato anche a Magati. Secondo alcuni autori Magati mal sopportava queste critiche, anche perché egli non era un semplice barbiere-chirurgo, ma aveva acquisito col tempo anche conoscenze nella medicina-fisica.
In questi anni cominciò l'elaborazione delle opere che lo resero celebre. Il 15 dicembre 1615, nel giro di 3 anni, terminò il trattato intitolato De rara medicatione vulnerum, la cui prima edizione vide la luce nel 1616 a Venezia.

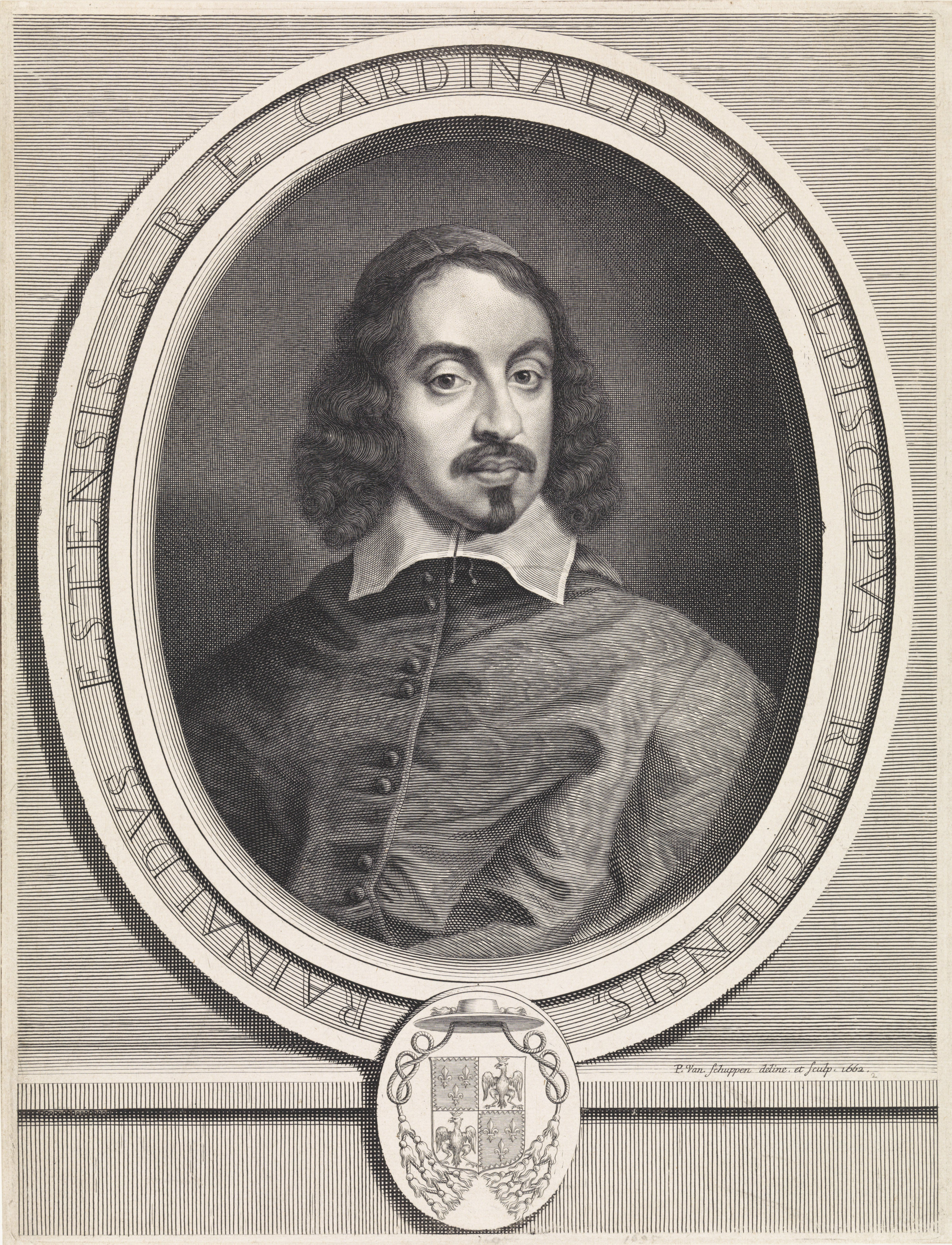
Il cardinale Rinaldo d'Este, curato da Magati

Molti studiosi hanno evidenziato il suo carattere iroso e difficile, la sua scarsa capacità di comunicazione, ma sicuramente anche una certa propensione al ragionamento e alla conversazione, oltre che alla disputa. Di lui si è parlato come di un uomo orgoglioso e ambizioso, ma altri autori ne parlano come di un professore e studioso modesto e profondamente religioso.
Pochi anni dopo Magati fu colto da una grave malattia, e così decise di darsi alla vita religiosa e intraprese il cammino di consacrazione presso i Frati Minori Cappuccini della Provincia di Bologna: l'11 aprile 1618 fece la dichiarazione di vestizione e l'atto di professione venne compiuto l'11 aprile 1619 facendosi chiamare fra Liberato da Scandiano; da Ravenna, luogo della vestizione, si recò a Cesena e infine a Bologna, sua sede definitiva. Durante la sua vita da frate cappuccino egli non terminò la sua carriera accademica: infatti alle critiche di Daniel Sennert rispose componendo un secondo trattato, il Considerationes medicinae del 1637; i suoi superiori gli ordinarono più volte di curare personalità di varie e diverse zone d'Italia. Tra i personaggi da lui curati o operati, ricordiamo: il cardinale Rinaldo d'Este, Alfonso d'Este (figlio del duca Francesco I d'Este), e un certo Niccolò d'Este, probabilmente in figlio di Cesare d'Este.
Sofferente di calcoli renali, si fece operare da un chirurgo norcino a Bologna. Quando questo gli estrasse un calcolo della grandezza di un uovo e trasse seco sangue e carne, egli capì subito che la sua fine era vicina e proferì queste parole: datemi pure l'olio santo ché io sono spedito. Dopo tre giorni di atroci sofferenze morì nel convento di monte Calvario sul Colle del Belvedere il 9 settembre 1647. I suoi calcoli furono conservati per parecchi anni nel Convento dell'Ordine di Bologna. Dopo la sua morte vennero inoltre conservati in questo stesso luogo anche i suoi strumenti chirurgici (dal punto di vista artistico molto pregiati), e alcuni secoli dopo Vittorio Putti, dopo lunghe trattative, riuscì ad acquistarli e a portarli nell'Istituto Ortopedico di Bologna.

## Descrizione delle sue opere

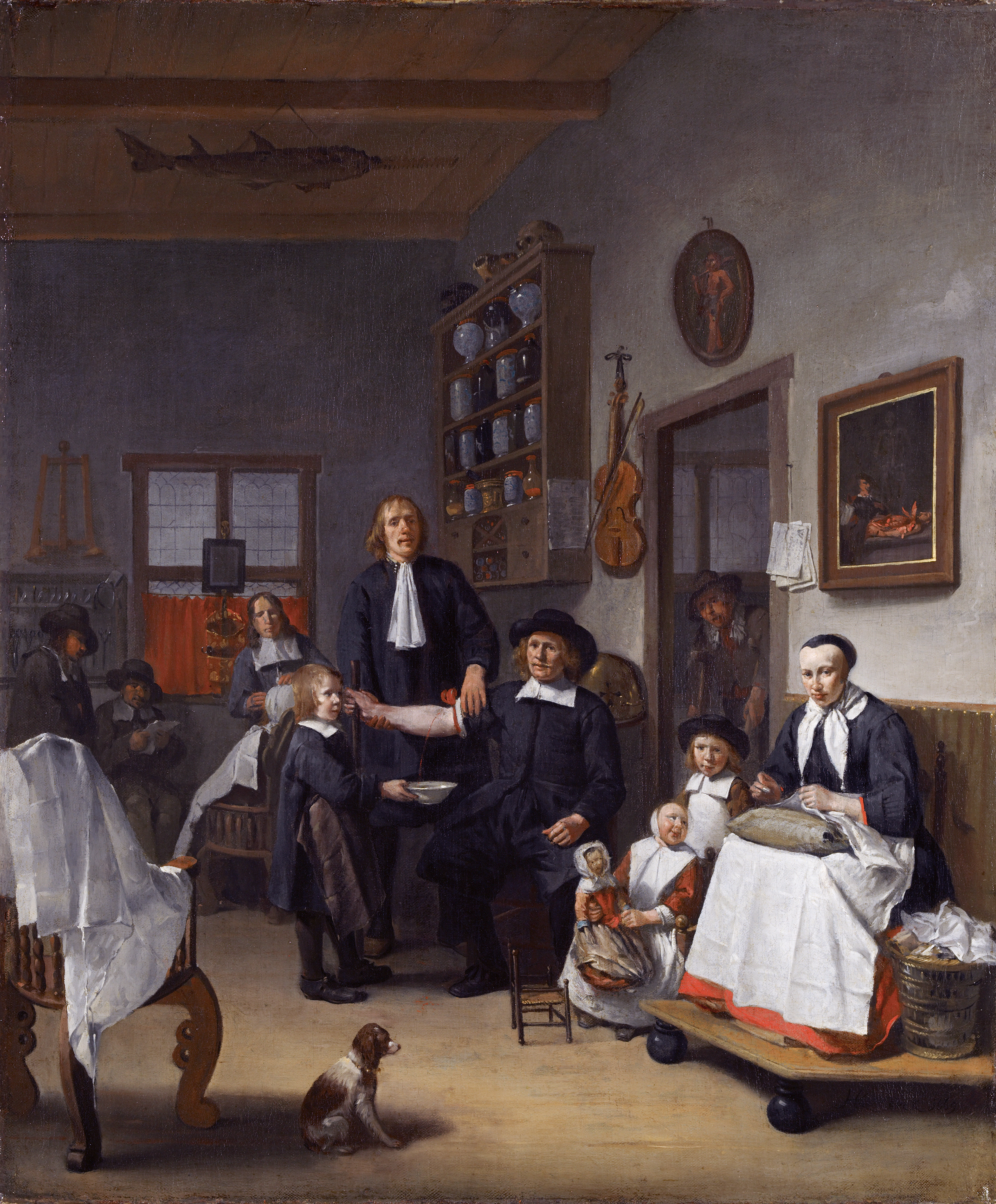
Salasso nel XVII secolo (1669, Amsterdams Historisch Museum)

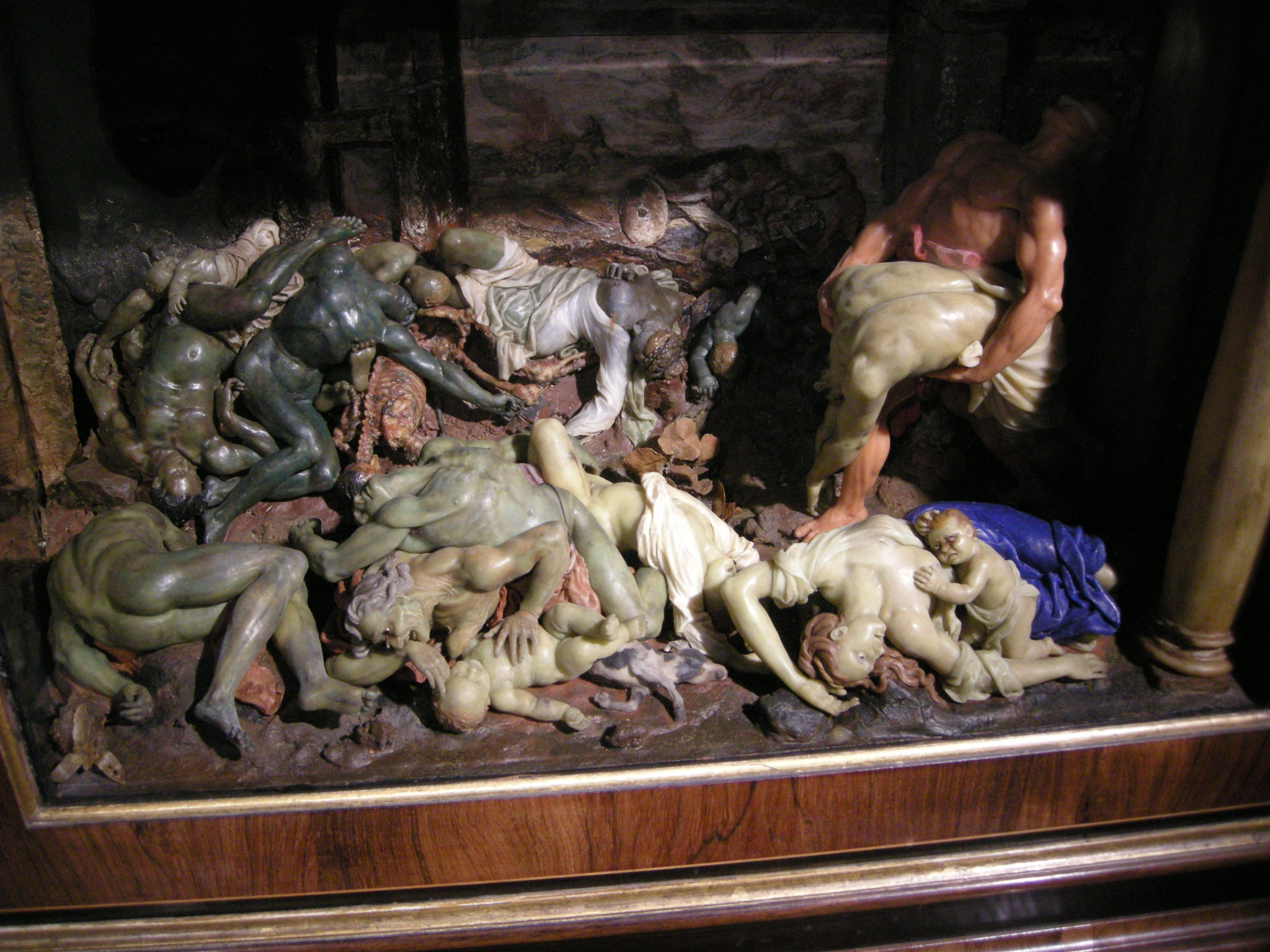
Cere della peste di Gaetano Zumbo (XVII secolo)

Il trattato De rara medicatione vulnerum, diviso in due libri, uscì per la prima volta nel 1616 a Venezia. Nel 1676 uscì la seconda edizione, ancora a Venezia. Nel 1733 l'opera fu pubblicata anche in tedesco a Norimberga.
Il trattato è composto da un unico tomo diviso in due libri: il primo è formato da 78 capitoli e tratta le ragioni del suo nuovo metodo per la cura delle ferite, utilizzando uno stile tradizionalmente scolastico (caro al Rinascimento), prolisso, ridondante e pedante a volte; il secondo libro, suddiviso anche questo in 78 capitoli, tratta gli innumerevoli esempi medici che l'autore porta a dimostrazione del suo metodo; ovviamente la lettura è decisamente più facile. Dei 78 capitoli del primo libro, i primi 39 riguardano problemi generali sulle ferite: la loro sintomatologia, il decorso e la prognosi, e i vari metodi di cura impiegati nei secoli e nelle epoche precedenti. Dal quarantesimo capitolo in poi Magati inizia a discutere il proprio metodo, ed in dettaglio: dal capitolo 47 al 52 di varie specie di minutio sanguinis, come la venesezione e il sanguisugio (termini che a quel tempo indicavano vari tipi di salasso); dal 53 al 56 dei purganti (del loro uso e della loro qualità); infine pochi altri capitoli delle suture chirurgiche.
Dei 78 capitoli del secondo libro ben 48 riguardano le ferite della testa, pochi altri capitoli le ferite del volto, del naso, della lingua, della cavità pleurica (capp. 66–68), delle anse intestinali (cap. 69) e infine le ferite delle articolazioni (capp. 71–72). Interessante è anche il capitolo 38 che descrive gli strumenti utilizzati dal chirurgo, come lo scalpello abrasorio, quello excisorio, quello lenticulato, il malleo plumbeo.
Oltre ai due libri già menzionati, alla fine del trattato è presente in appendice il De vulneribus sclopo inflictis, in cui l'autore tratta delle ferite da armi da fuoco.
Nel trattato sono molte le citazioni riportate dall'autore (a dimostrazione della sua ampia e diffusa conoscenza nella letteratura medica: oltre che un immenso numero di citazioni di Ippocrate e Galeno (consueti nella letteratura medica), anche Aulo Cornelio Celso, Plinio, Avicenna, Lanfranco da Milano, Ugo Borgognoni e Teodorico Borgognoni, Guy de Chauliac, Girolamo Fracastoro, Nicolò Fiorentino, Berengario da Carpi, Gabriele Falloppio, Giovanni Manardo, Girolamo Mercuriale, Orazio Augenio, Ambroise Paré, Paracelso.
Il trattato Considerationes medicinae uscì a Bologna nel 1637. Comprende un unico tomo, diviso in 3 parti, più due indici finali che si riferiscono agli argomenti che doveva trattare negli altri due tomi, però mai portati a compimento. Gli argomenti del primo tomo sono essenzialmente gli stessi del De rara medicatione vulnerum, in più contiene la risposta alle critiche di Daniel Sennert. Gli altri due tomi dovevano trattare la febbre pestilenziale, e gli innumerevoli rimedi (venesezione, purgazione), oltre che le diverse metodologie su tali rimedi.

## Presupposti teorici

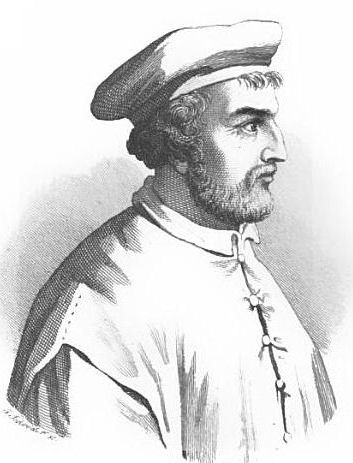
Girolamo Fracastoro

Sebbene l'esperienza ospedialiera sia stata importante per l'evoluzione del pensiero di Magati, essa non fu la sola ad influire sulle sue concezioni. Nonostante egli riveli espressamente nelle sue opere di rifarsi principalmente ad alcuni chirurghi pratici romani, comunque è difficile credere che non si sia basato su alcun fondamento teorico. I principali medici e studiosi ai quali le sue opere si rifanno sono: Girolamo Fracastoro, Ambroise Paré e Paracelso.
Fracastoro riteneva che l'aria (composta, secondo lui, da atometti piccolissimi e quasi invisibili) fosse nociva per la cura delle ferite nei malati (difatti, secondo lo studioso, la diffusione negli ospedali dell'antrace era da riferirsi proprio a questo). La concezione che l'aria fosse non un alleato (idea diffusa a quel tempo tra i maggiori medici e chirurghi) ma un potente ostacolo alla guarigione delle ferite venne presa in toto da Magati a sostegno del suo metodo. Infatti, nel capitolo 53 del secondo libro del De medicatione vulnerum, espone quanto sotto riportato:
(Cesare Magati)

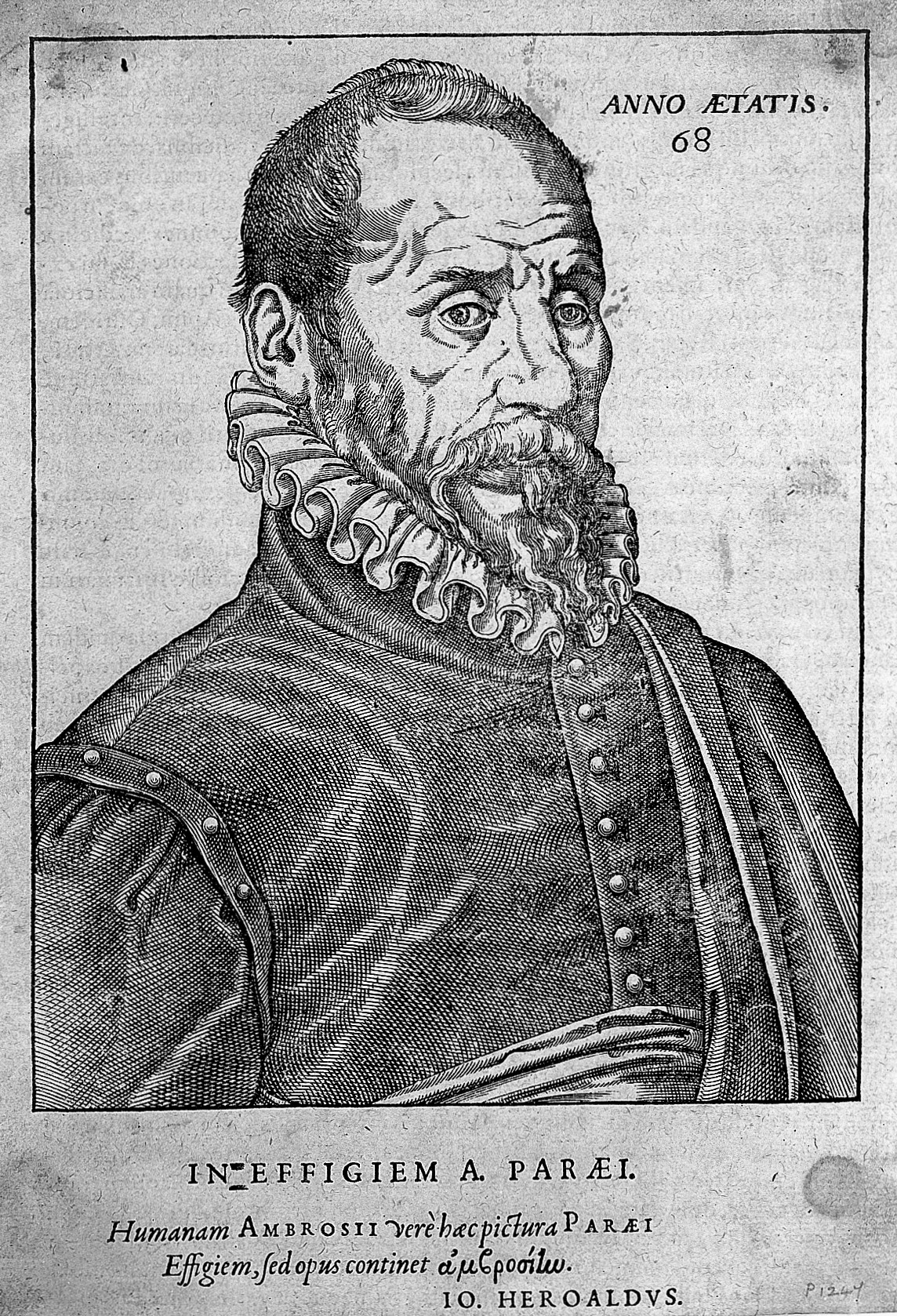
Ambroise Parè

Tuttavia Fracastoro non dà precise disposizioni riguardo alla cura delle ferite: per esempio a volte ammette che è conveniente estrarre dal corpo eventuali corpi estranei, altre volte ritiene che è meglio lasciare che la natura faccia il suo corso. Demanda dunque al chirurgo operante il giudizio sul da farsi, e non scrive nessun trattato specialistico sulla materia, a differenza di Magati.

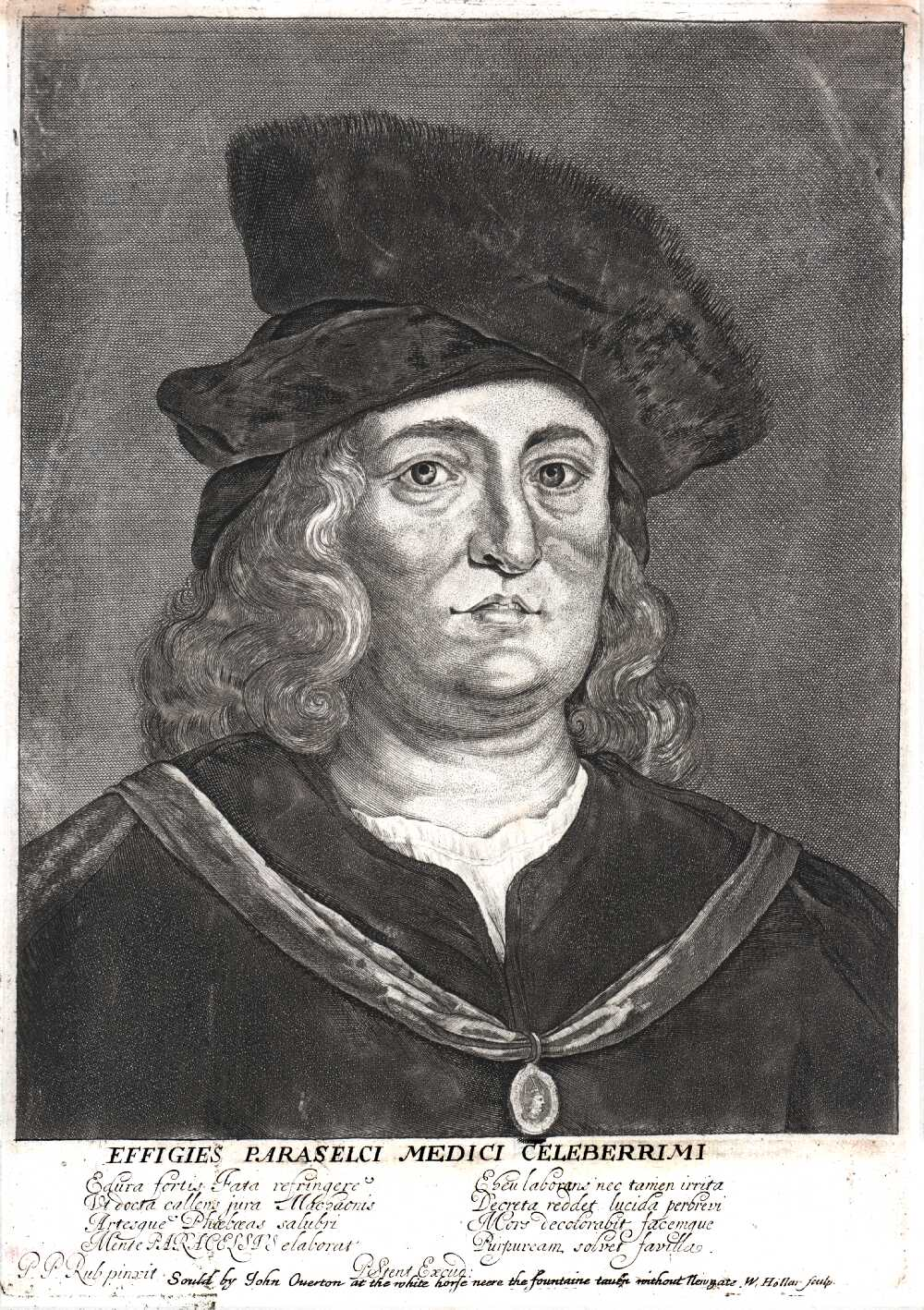
Paracelso

Un altro importante chirurgo che influenzò con i suoi scritti il Magati fu Ambroise Paré: questo sosteneva che la pericolosità di una ferita non dipendeva solo dalle sue caratteristiche anatomiche (grandezza, profondità, ecc.), ma anche dalle caratteristiche intrinseche ed evidentemente soggettive dell'individuo (famoso è il caso di una leggera ferita ma quasi mortale per il re Carlo IX di Francia nei pressi di Rouen). Parè è citato da Magati principalmente nell'appendice della sua opera principale, relativamente alla cura delle ferite prodotte da armi da fuoco. Così come Parè e Bartolomeo Maggi, anche Magati era dell'opinione che le armi da fuoco non ustionavano né avvelenavano il tessuto danneggiato (come credevano i chirurghi e i medici del tempo), ma producevano una contusione o una frattura all'interno del corpo.
Anche le idee del medico Paracelso influenzarono il Magati nella sua trattazione: la più importante tra queste, e anche la più oggetto di citazioni, è la Mumia, la virtù terapeutica del cadavere umano, una virtù speciale che corrisponde al potere naturale dell'organismo di guarire (la cosiddetta vix medicatrix naturae). In verità Magati (alcuni autori dicono che conoscesse il tedesco) cita (nel cap. 36 del primo libro del De rara medicatione vulnerum)un altro studioso e medico tedesco, Joseph du Chesne, discepolo di Paracelso, che fa riferimento ad un Balsamo radicale, definito come il calore del corpo umano (di cui anche Paré ne aveva parlato), presente nelle ferite e durante la malattia, e a cui se ne deve la guarigione. Sia Paracelso che il suo discepolo orientarono i loro sforzi nel cercare di realizzare artificialmente questo balsamo o principio curativo naturalmente presente nel  nostro corpo ma carente nel momento del bisogno (come in una ferita).
Nell'esposizione del suo metodo, Magati parte dunque da una concezione naturalistica della medicina. Secondo alcuni, infatti è da considerare rivoluzionario per quell'epoca questo aspetto, perché era diffuso al suo tempo la concezione che la medicina dovesse affidarsi ad altre materie di studio, come la cosmologia; questa veniva utilizzata dai medici soprattutto in campo diagnostico.

## Il suo metodo
Durante la lunga e fruttifera attività ospedaliera, Magati sperimentò e comprovò un nuovo metodo per la cura delle ferite. Qui di seguito Magati racconta un caso particolare, riportato nel secondo libro del De medicatione vulnerum:
(Cesare Magati)
Durante l'epoca di Magati i chirurghi curavano le ferite utilizzando garze, bende o altri tipi di medicamenti cambiati molto di frequente (anche ogni 2 o 3 giorni). Questa metodologia oltre ad essere basata su supposizioni teoriche antiquate, risultava anche estremamente dolorosa per i pazienti. Partendo dalla sua concezione particolare sulla natura delle ferite, Magati riteneva che le ferite dovessero essere trattate in modo che i medicamenti apportati dal chirurgo fossero i meno invasivi possibile e che fossero cambiati più raramente (una medicazione rara e dolce della ferita). Le faldelle di cotone, utilizzate in maniera impropria dai chirurghi del tempo, secondo lui dovevano essere preposte ad aiutare il deflusso dei fluidi creatisi all'interno della ferita, con l'accortezza però di evitare che la faldella stringa troppo la ferita. Era inoltre contrario all'uso delle teste, filamenti di lino che erano usati sì per la fuoriuscita di pus dalla ferita, ma che finivano troppo spesso per tenerla aperta a lungo.
Magati ipotizzava l'uso di certe cannule per far defluire facilmente il pus prodottosi in una ferita ristagnante, senza però mai chiudere del tutto l'apertura della ferita stessa. Il sistema delle teste era ammesso da Magati nel caso di emorragie, avendo però l'accortezza di rimuoverle quando la ferita fosse guarita in modo da evitare continue riaperture. Magati sosteneva, a differenza dei chirurghi del suo tempo, che  fosse necessario che i due lembi della ferita si rimarginassero al più presto, senza ostacolare dunque il naturale decorso della ferita. Nel suo trattato sono riportati molti esempi che riguardano le ossa del cranio e della testa, con le relative ferite che le riguardano.

## Critiche

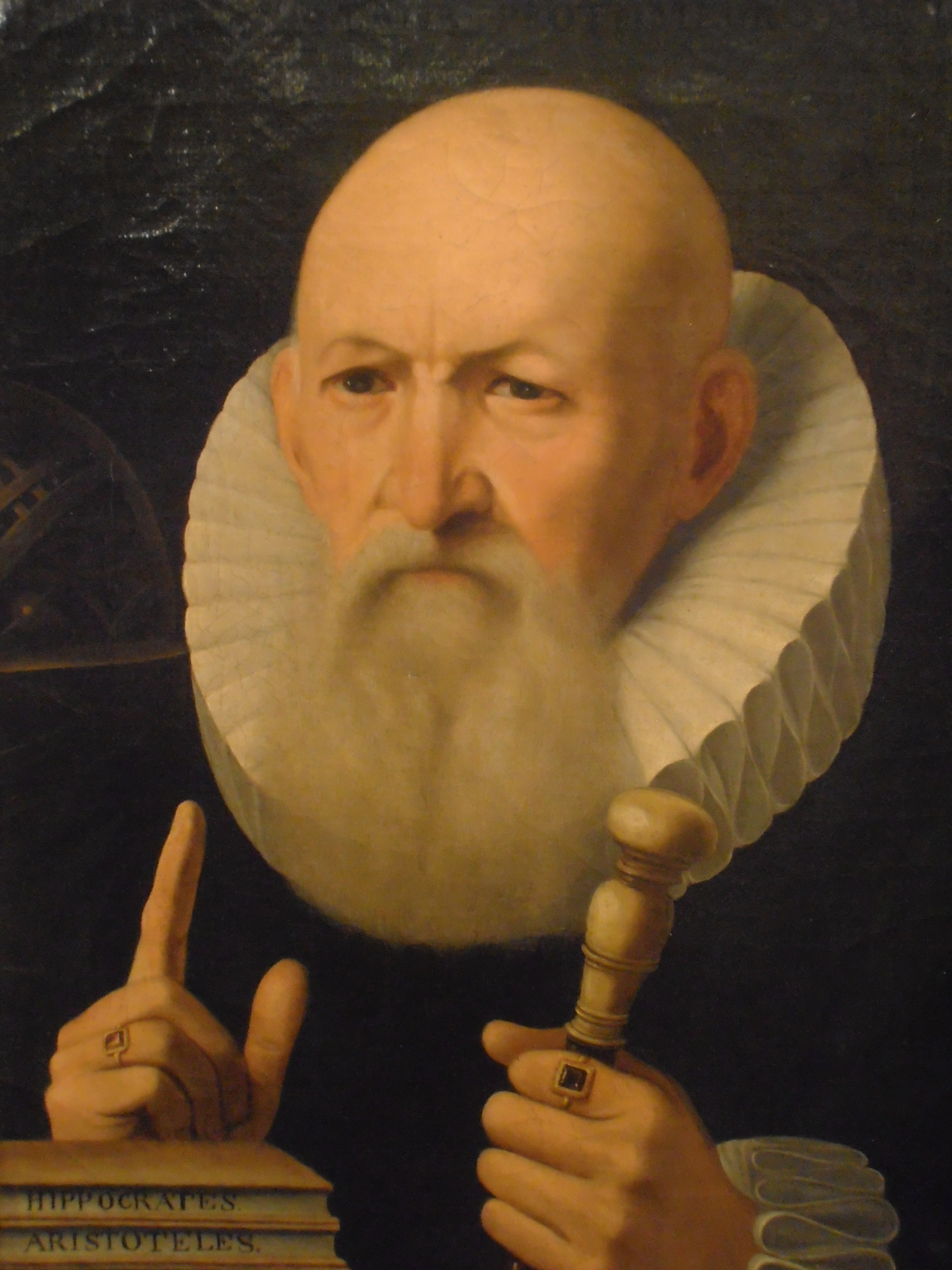
Ludovico Settala

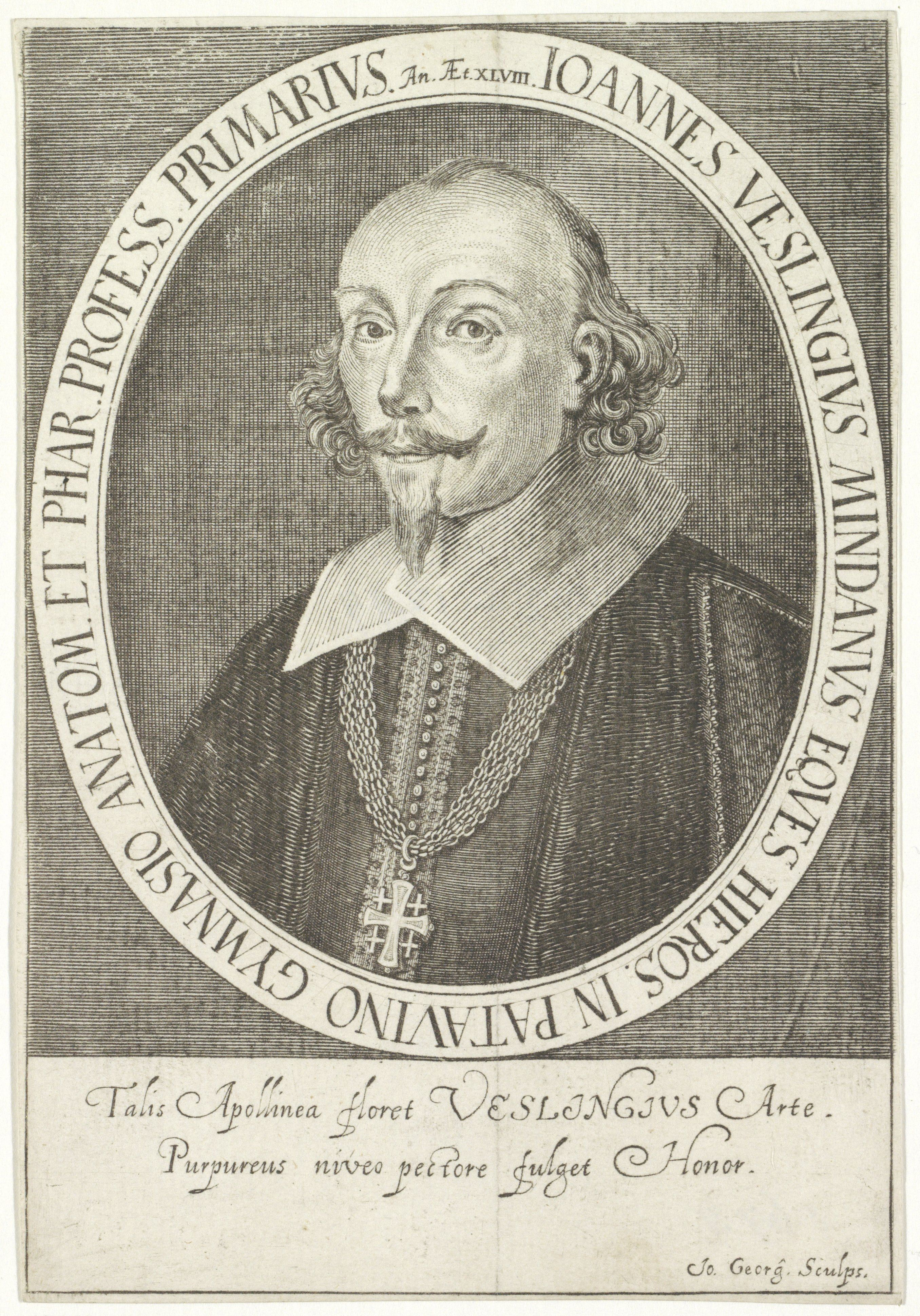
Johann Vesling

Le opere di Cesare Magati furono subito oggetto di critiche (alcune positive, altre ancora negative) da parte di molti studiosi. Una delle prime ragioni che portarono molti dei chirurghi e medici del tempo a disprezzare e di conseguenza a criticare la sua nuova metodologia fu sicuramente di natura economica: venendo meno l'importanza fondamentale di medicamenti e cure ripetute nel tempo, i medici non venivano più ritenuti necessari per la guarigione del malato, e dunque anche il loro guadagno economico ne risentiva fortemente.
Ludovico Settala, chirurgo e medico italiano, nella sua opera principale Animadversionum et cautionum medicorum libri IX approvò appieno il metodo del Magati; infatti, esercitando la professione medica nell'Ospedale Maggiore di Milano, sperimentò la differente prognosi dei feriti trattati con o senza il metodo del chirurgo ferrarese, e presentò nel suo libro un'ampia casistica di questi risultati. Settala inoltre prescriveva al chirurgo di conservare il calore naturale della parte lesa, riproponendo una teoria già per molti aspetti anticipata da Magati e Paracelso prima di lui.
A parte Settala e pochi altri estimatori, Magati fu duramente criticato da molti suoi contemporanei (come l'italiano Giovanni Nardi nel De prodigiosis vulnerum curationibus), ed egli quasi mai ebbe la possibilità di rispondere a queste pesanti critiche, anche perché trascorse la parte finale della sua vita in convento. Tra queste critiche negative spicca quella del tedesco Daniel Sennert (nel paragrafo De Caesaris Magati et Ludovici Septalii curandi vulnera methodi judicium dell'opera Practica medicinae liber primus). Magati, a quel tempo frate cappuccino, redasse in risposta un trattato, Considerationes medicinae, nel quale egli colpevolizzò Sennert per il fatto che questo non lesse mai direttamente la sua opera.
Autore di critiche negative a Sennert e stimatore di Magati fu Johann Vesling.
Il chirurgo Agostino Belloste (facente parte dell'esercito francese in Italia) pubblicò nel 1696 il Chirurgien de l'Hospital nel quale trattò un nuovo metodo per la cura delle ferite. Sebbene l'argomento sia praticamente lo stesso di quello di Magati, lo stile è molto diverso: più scorrevole e redatto in un formato tascabile. Traduttore della versione italiana dell'opera fu Dionisio Andrea Sancassani, che modificò il titolo in Il chirone in campo (avendo notato la somiglianza con l'opera di Magati), da un lato inquinando lo stile leggero e scorrevole con un linguaggio prolisso e pedante, dall'altro facendo conoscere di più al pubblico italiano i meriti di Cesare Magati. Dodart Denis, membro dell'Accademia delle Scienze e della facoltà di Medicina parigina, il 30 settembre 1695 scrisse testualmente:
(Denis Dodart)
Lo stesso autore, nella prefazione della sua successiva opera, dovette ammetterlo. 
In seguito alla pubblicazione dell'opera di Belloste, in Italia si ebbe un certo risentimento per i meriti non riconosciuti al medico ferrarese che per primo ideò la nuova metodologia di cura delle ferite; ad esempio sono queste le parole che il prof. Sebastiano Melli, chirurgo di Venezia, utilizza per il commento del Chirone in Campo:
(Sebastiano Melli)
Altri estimatori di Magati del XVIII secolo furono Francesco Maria Nigrisoli e Giuseppe Lanzoni.
I lavori del Ghibellini e di Carlo Castellani contribuirono ad aumentare la conoscenza dell'attività clincico-medica del Magati, in parte sconosciuta.

## Opere principali
- De rara medicatione vulnerum, 2 voll., Venezia, apud Ambrosium, & Bartholomaeum Dei, fratres, 1616.
- Considerationes medicae, Bologna, 1637

### Opere digitalizzate disponibili in rete
- De rara medicatione vulnerum, Vol. 1, edizione 1733. Google libri.

## Monumenti e ricordi
A Scandiano l'ospedale cittadino è intitolato al suo nome. 
Sulla casa di famiglia una targa ne ricorda la nascita, ma con una data anteriore di due anni rispetto al 1579 (v. foto in questa pagina).